# Four Leaf Towers
Les Four Leaf Towers sont un complexe de gratte-ciel de logement de 135 mètres de hauteur (hauteur du toit) construit à Houston au Texas en 1982.
L'ensemble est composé de deux tours de même hauteur.
Les architectes sont Cesar Pelli dont ce fut l'un des premiers gratte-ciel, AC Martin et Melton Henry. 